# Adolfo Salazar Castro
Adolfo Salazar Castro (Madrid, Espanya, 6 de març de 1890 - Ciutat de Mèxic, 1 d'octubre de 1958) fou un compositor, escriptor, crític musical, periodista, historiador i musicògraf espanyol.

## Biografia

### Primers anys
Adolfo Salazar Castro va nàixer a Madrid el 6 de març de 1890. Va estudiar història a la Universitat de Madrid, però va abandonar la carrera per a dedicar-se a la música. Va estudiar composició al Conservatori de Madrid amb Bartolomé Pérez Casas, i posteriorment va rebre classes de Manuel de Falla i Felip Pedrell. També va visitar París, on va rebre classes de Maurice Ravel.
Va treballar com a funcionari de Correos y Telégrafos. Durant la segona dècada del segle XX va publicar algunes obres, com els seus Tres preludis per a piano, dedicada a Manuel de Falla. No obstant, la seua obra musical no va tenir pràcticament èxit.
De seguida es va començar a interessar tant per la música espanyola com la estrangera. Va editar des de 1914 fins a 1918 una crítica quasi diària a la Revista Musical Hispanoamericana. Va fundar l'any 1915, conjuntament amb Manuel de Falla, la Sociedad Nacional de Música, per a promoure la música de cambra contemporània a Espanya. Va ser secretari d'aquesta societat fins a l'any 1922.

### Reconeixement nacional i internacional
Salazar va anar guanyant fama com a crític musical a partir de 1918, quan va començar a publicar crítiques diàries a la revista El Sol, fundada per José Ortega y Gasset i Nicolás María de Urgoiti. En aquesta revista tenia una secció reservada on va escriure crítiques fins a l'any 1936, quan va esclatar la Guerra Civil Espanyola. El mateix 1918 va ser nomenat vicepresident de la secció musical del Ateneu de Madrid, i l'any 1922 va substituir Felip Pedrell al comitè directiu de la Societat Internacional de Musicologia.
L'any 1921 va viatjar a Granada juntament amb Robert Gerhard, on van visitar a Manuel de Falla, el qual els va ensenyar l'obra en la que estava treballant: El retablo de Maese Pedro.
L'any següent va ser nomenat secretari de la secció espanyola de la International Society for Contemporary Music (ISCM), gràcies a la qual va poder viatjar per Europa a investigar l'estat de la música i les tendències musicals de l'època. Va ser membre fundador de la Société Française de Musicologie l'any 1923.
En aquesta època va escriure el seu llibre La música actual en Europa y sus problemas. A més, del 1923 al 1926 va col·laborar en la Handbuch der Musikgeschichte de Guido Adler a Viena. Ja durant el govern de la Segona República Espanyola, va exercir de secretari de la Junta Nacional de Música y Teatros. L'any 1930 va acompanyar Federico García Lorca a un viatge a Cuba. L'any 1933 va rebre una beca d'investigació, i va ser llavors quan va decidir abandonar definitivament la composició per a dedicar-se exclusivament a escriure tractats musicològics.
La figura de Salazar va anar guanyant renom entre els intel·lectuals de l'època, també degut a la relació que mantenia amb escriptors i músics com Federico García Lorca, José Ortega y Gasset, Juan Ramón Jiménez, Ramón Menéndez Pidal, Pablo Ruiz Picasso, Manuel Azaña, Gerardo Diego, Vicente Aleixandre, Indalecio Prieto, León Felipe, Amado Alonso, Américo Castro, Ernesto Halffter, Salvador Bacarisse, Frederic Mompou o Eduard Toldrà, entre d'altres.

### Exili: Estats Units i Mèxic
Una vegada va esclatar la Guerra Civil Espanyola, Salazar va ser enviat pel govern de la República a Washington, per a exercir com a agregat cultural de l'ambaixada espanyola als Estats Units d'Amèrica. Durant la seua estada als Estats Units, va organitzar cursos sobre folklore a la Universitat de Middelbury, va contribuir a la American Musicological Society amb un treball sobre la música del teatre anterior a Lope de Vega i Calderón de la Barca, i també va intervenir en la preparació de la Fira Mundial de Nova York, intentant afavorir al govern republicà.
A principis de 1939 va rebre la invitació, mitjançant un telegrama, del president de Mèxic, Lázaro Cárdenas del Río, a rebre asil polític a aquest país. Veient que la guerra estava a punt d'acabar, Cárdenas del Río va oferir asil polític a tots els republicans espanyols, a fi d'evitar la repressió de les tropes franquistes. Molts artistes i intel·lectuals espanyols van acceptar l'asil, i allí van fundar la Casa de España en México, sent Salazar un de tots els fundadors.
El 19 de març de 1939 va arribar a la Ciutat de Mèxic, on es va instal·lar definitivament. Allí va exercir com a professor del Colegio de México, successor de la Casa de España en México, i a partir de 1946 al Conservatorio Nacional de México. Durant aquests anys va col·laborar amb les revistes El Universal, Excelsior i Novedades, en les quals exaltarà la figura del compositor Carlos Chávez. L'any 1947 va realitzar una sèrie de conferències a la Universitat Harvard anomenades Music in Cervantes. L'any 1949 va ser nomenat membre de la Hispanic Society of America, amb seu a Nova York.

### Últims anys
Salazar va ser molt ben rebut a Mèxic, i ell mateix se sentia ben acollit, però va deixar constància en algunes cartes la seua enyorança cap a Espanya i el seu desig de tornar-hi, especialment perquè allí havia deixat a la seua mare. Va demanar ser acceptat com a funcionari a Correos, on va treballar en la seua joventut, però se li va denegar.
Els treballs de Salazar van continuar de manera ininterrompuda fins a l'any 1954, quan va començar a sentir els primers símptomes de la seua malaltia, la qual anava paralitzant el seu cos progressivament. Aquesta malaltia el va anar degenerant durant quatre anys, reduint-li la seua mobilitat poc a poc. Va ser acollit a la casa de la família de Carlos Prieto fins a la seua mort el 27 de setembre de 1958. Va ser enterrat l'endemà al Panteón Español de la Ciutat de Mèxic.

## Obra

### Obra musical
La obra musical de Antonio Salazar és escassa, i no va arribar a tenir cap èxit ni en vida ni pòstumament. Podria emmarcar-se dins del corrent nacionalista espanyola, en la línia de Pedrell, Albéniz i Falla, tot i que va tenir certa evolució cap a la música impressionista.
Salazar va defensar en els seus escrits la música impressionista de Ravel i Debussy, així com el neoclassicisme de Stravinsky, en contra del wagnerisme imperant.
| Nom                                                                        | Agrupació                                              | Any  | Notes                               |
| -------------------------------------------------------------------------- | ------------------------------------------------------ | ---- | ----------------------------------- |
| La couvertire                                                              | Cant i piano                                           | 1913 | Lletra de Goethe                    |
| Melancolie                                                                 | Cant i piano                                           | 1913 | Lletra de Goethe                    |
| Tres poemas de Rosalía de Castro                                           | Cant i piano                                           | 1915 | Lletra de Rosalía de Castro         |
| Jaculatoria                                                                | Cant i piano                                           | 1915 | Lletra de Juan Pujol                |
| Rosas de Saadi                                                             | Cant i piano                                           | 1916 | Lletra de Marceline Desbordes       |
| Tres preludios para piano                                                  | Piano                                                  | 1916 |                                     |
| Cuarteto en sol menor                                                      | Quartet de corda                                       | 1917 |                                     |
| Schumaniana                                                                | Piano                                                  | 1917 |                                     |
| Trois chansons de Verlaine                                                 | Cant i piano                                           | 1920 | Lletra de Paul Verlaine             |
| Arabia                                                                     | Quartet de corda                                       | 1923 |                                     |
| Arabia                                                                     | Orquestra                                              | 1923 | Orquestració del quartet anterior   |
| Cuarteto No.3 en si menor                                                  | Quartet de corda                                       | 1924 |                                     |
| Rubaiyat                                                                   | Quartet de corda                                       | 1924 | Basat en dibuixos de Dalí           |
| Trois petites pieces                                                       | Flauta, oboè, trompeta, viola, guitarra i fagot        | 1925 |                                     |
| Zarabanda                                                                  | Flauta, viola y fagot                                  | 1927 |                                     |
| Romancillo                                                                 | Guitarra                                               | 1927 |                                     |
| Romancillo                                                                 | Piano                                                  | 1927 | Arranjament del Romancillo anterior |
| Deux Infantines                                                            | Guitarra                                               | 1927 |                                     |
| Cuatro canciones sobre textos de poetas españoles de los siglos XVI y XVII | Cor                                                    | 1927 |                                     |
| Paisajes                                                                   | Orquestra                                              | 1929 |                                     |
| Homenaje a Arbós                                                           | Orquestra                                              | 1934 |                                     |
| Cuatro letrillas que se cantan en las obras de Cervantes                   | Cor                                                    | 1948 |                                     |
| Canción del poeta                                                          | Cant i piano                                           | ?    | Lletra de Víctor Hugo               |
| Aspiración/Tomorrow                                                        | Cant i piano                                           | ?    | Lletra de Percy Bysshe Shelley      |
| Tres danzas para combinación antigua                                       | Flauta, oboè, clarinet, trompa, trompeta, arpa i corda | ?    |                                     |
| When I am dead my Dearest                                                  | Cant i piano                                           | ?    |                                     |

### Obra escrita
Al contrari que la seua música, la obra literària i crítica de Antonio Salazar va ser molt ben rebuda, no només a Espanya i a Mèxic, sinó també a alguns països europeus. La seua obra va ser acceptada i ben valorada per autors com Guido Adler, Alfred Einstein, Curt Sachs, Gilbert Chase, Henry Collet o Manfred Bukofzer, entre d'altres.

| Nom                                                                                              | Any       | Notes |
| ------------------------------------------------------------------------------------------------ | --------- | --- |
| Andrómeda: bocetos de crítica y estética musical                                                 | 1921      | |
| La música en Rusia: boceto de historia: Borodín y "El principe Igor" Musorgsky y "Boris Godúnof" | 1922      | |
| Le jeune musique: Falla et Halffter.                                                             | 1924      | Article de La revue musicale |
| La Orquestra Bética de Cámara: œuvres nouvelles de Falla, Esplà et Halffter                      | 1925      | Article de La revue musicale |
| Música y músicos de hoy                                                                          | 1928      | |
| Sinfonía y ballet                                                                                | 1929      | |
| La música contemporánea en España                                                                | 1930      | |
| La música actual en Europa y sus problemas                                                       | 1935      | |
| El siglo romántico                                                                               | 1935      | |
| La música en el siglo XX                                                                         | 1936      | |
| Los grandes compositores de la época romántica                                                   | 1936      | |
| Música i sociedad en el siglo XX                                                                 | 1939      | |
| Conceptos fundamentales en la historia de la música                                              | 1940      | |
| Conceptos de Wölfflin                                                                            | 1940      | |
| La esencia de estilo gótico de Worringen                                                         | 1940      | |
| La música moderna                                                                                | 1944      | |
| La música en la sociedad europea                                                                 | 1942-1946 | Quatre volums: I. Desde los primeros tiempos cristianos / II. Hasta fines del siglo XVIII / III. Siglo XIX. Tomo I / IV. Siglo XIX. Tomo II |
| La danza y el ballet                                                                             | 1948      | |
| La música en Cervantes y otros ensayos                                                           | 1948      | |
| La música: como proceso histórico de su invención                                                | 1950      | |
| Ensayos sobre Bach                                                                               | 1951      | |
| La música y el ballet                                                                            | 1951      | |
| La música de España                                                                              | 1953      | |
| Ensayo sobre la música griega                                                                    | 1954      | |
| La rosa de los vientos. Conceptos fundamentales en la historia del arte musical                  | 1940      | Reeditada a Madrid l'any 1954 |
| La nueva música                                                                                  | 1944      | |
| Síntesis de la historia de la música                                                             | 1945      | |
| Music in our Time                                                                                | 1946      | En anglès |
| Música                                                                                           | 1950      | |
| Juan Sebastián Bach                                                                              | 1951      | |
| La música orquestal en el siglo XX                                                               | 1998      | |
| Epistolario (1912-1958)                                                                          | 2008      | Recopilació i edició de 741 cartes escrites i rebudes per Adolfo Salazar                                                                    |
| Textos de crítica musical en el periódico El Sol (1918-1936)                                     | 2009      | Recopilació d'articles publicats al periòdic El Sol                                                                                         |
| Cuba y las músicas negras                                                                        | ?         | |
| El maestro de las fugas                                                                          | ?         | |

### Traduccions
A més de llibres propis, Salazar també va publicar traduccions d'altres autors, principalment francesos o alemanys (prèvia traducció de l'alemany al francès).
| Nom                 | Any  | Autor original         |  |
| ------------------- | ---- | ---------------------- |  |
| La armonía moderna  | 1915 | Arthur Eaglefield Hull |  |
| Juan Sebastián Bach | 1950 | Johann Nikolaus Forkel |  |
|                     |      |                        |  |

## Reconeixement

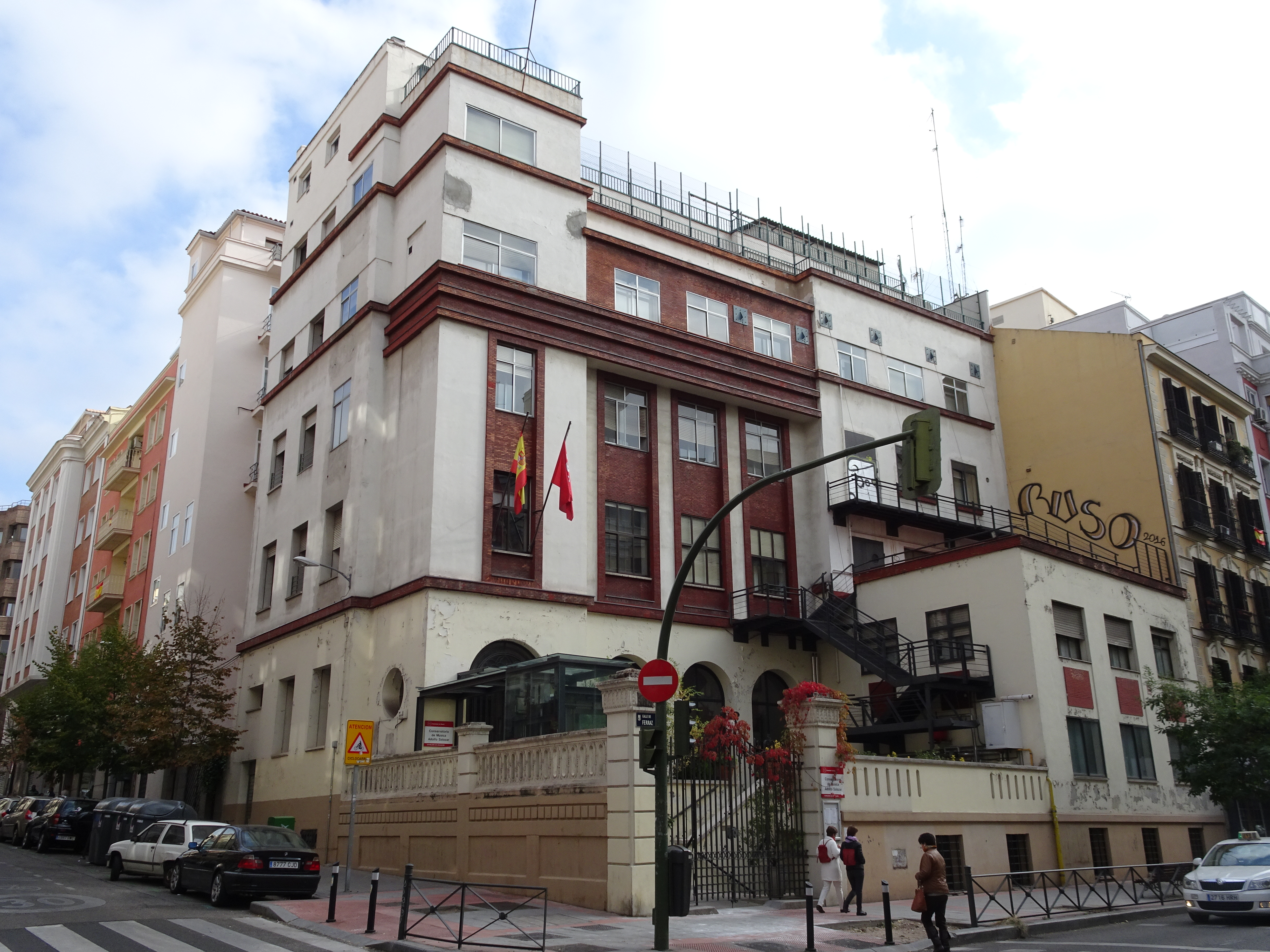
Conservatori Professional de Música Adolfo Salazar de Madrid.

Antonio Salazar va ser considerat un dels historiadors i musicògrafs espanyols més importants del segle xx. No obstant, la seua figura ha caigut força en l'oblit després de la seua mort.
Actualment, part de la seua obra, així com cartes i altres documents, es troben en el Fons Adolfo Salazar, finançat pel músic mexicà Carlos Prieto.
El Conservatori Professional de Madrid porta el nom de Adolfo Salazar.